# Impatiens lyallii
Impatiens lyallii är en balsaminväxtart som beskrevs av John Gilbert Baker. Impatiens lyallii ingår i släktet balsaminer, och familjen balsaminväxter. Inga underarter finns listade i Catalogue of Life.